# Tom és Jerry – Vigyázz, kész, sajt!
A Tom és Jerry – Vigyázz, kész, sajt! (eredeti cím: Tom and Jerry: The Fast and the Furry) 2005-ben megjelent amerikai 2D-s számítógépes animációs film, a Tom és Jerry című videofilm-sorozat harmadik része. Az animációs játékfilm rendezője és írója Bill Kopp, producere Stephen Fossatti, zeneszerzője Nathan Wang. A videófilm a Turner Entertainment és a Warner Bros. gyártásában készült, a Warner Home Video forgalmazásában jelent meg. Műfaja kalandos akció filmvígjáték.
Amerikában 2005. október 11-én, Magyarországon 2006. május 23-án adták ki DVD-n és VHS-en.

## Történet
Amikor Tom és Jerry-t kipenderítik, mert porig rombolták boldog otthonukat, életük legvadabb kalandja vár rájuk: egy tévécsatorna világ körüli szuperversenye, amelyen a fődíj egy hatalmas csodapalota. A tévé főnöke csak ámul, amikor Tom és Jerry vad vágtája hatására egekbe szökik a nézettség.

## Szereplők
| Szereplő         | Eredeti hang    | Magyar hang      |
| ---------------- | --------------- | ---------------- |
| Tom              | Bill Kopp       | saját hangján    |
| Frank            | Bill Kopp       | ?                |
| Jerry            | ?               | ?                |
| Nagyi            | Charles Adler   | Kassai Ilona     |
| Steed Dirkly     | Jeff Bennett    | Megyeri János    |
| TV-bemondó       | Jeff Bennett    | Beratin Gábor    |
| J.W.             | John DiMaggio   | Orosz István     |
| Spike            | John DiMaggio   | saját hangján    |
| Buzz Blister     | Jess Harnell    | Németh Gábor     |
| Filmrendező      | Jess Harnell    | Presits Tamás    |
| Gorthan          | Tom Kenny       | Breyer Zoltán    |
| Bálna            | Tom Kenny       | saját hangján    |
| Focis anya       | Tress MacNeille | Orosz Anna       |
| Hölgy            | Tress MacNeille | Nádasi Veronika  |
| Turista lány     | Tress MacNeille | ?                |
| Irving           | Rob Paulsen     | Rosta Sándor     |
| Dave             | Rob Paulsen     | Seder Gábor      |
| Biff Buzzard     | Billy West      | Galbenisz Tomasz |
| Hollywood elnöke | Billy West      | Cs. Németh Lajos |
| Squirty          | Billy West      | saját hangján    |
| Dr. Professzor   | Neil Ross       | Versényi László  |
| Rendező          | Neil Ross       | ?                |
| Bohóc            | Grant Albrecht  | Imre István      |
| Biztonsági őr    | Grant Albrecht  | ?                |
| Komputer         | Thom Pinto      | Kisfalusi Lehel  |
| Őr               | Thom Pinto      | saját hangján    |

## Televíziós megjelenések
- Cartoon Network, Boomerang
- RTL Klub, TV2